# Myrmica displicentia
Myrmica displicentia är en myrart som beskrevs av Bolton 1995. Myrmica displicentia ingår i släktet rödmyror, och familjen myror. Inga underarter finns listade i Catalogue of Life.